# كيم بيكوك
كيم بيكوك (بالإنجليزية: Kim Peacock)‏ هو كاتب سيناريو وممثل بريطاني (وحمل سابقاً جنسية المملكة المتحدة لبريطانيا العظمى وأيرلندا)، ولد في 24 مارس 1901 بواتفورد في المملكة المتحدة، وتوفي في 26 ديسمبر 1966 في المملكة المتحدة.

## وصلات خارجية
- كيم بيكوك على موقع IMDb (الإنجليزية)
- كيم بيكوك على موقع ألو سيني (الفرنسية)
- كيم بيكوك على موقع أول موفي (الإنجليزية)
- كيم بيكوك على موقع قاعدة بيانات الأفلام السويدية (السويدية)
- كيم بيكوك على موقع قاعدة بيانات الفيلم (الإنجليزية)
- كيم بيكوك على موقع كينوبويسك (الروسية)